# Circuit Franco-Belge
Il Circuit Franco-Belge (noto in precedenza come Tour de Wallonie picarde, Eurométropole Tour e Tour de l'Eurométropole) è una corsa in linea maschile di ciclismo su strada che si svolge con cadenza annuale nella Vallonia piccarda, parte della Provincia dell'Hainaut, in Belgio al confine con la Francia. Dal 2020 fa parte del circuito UCI ProSeries come prova di classe 1.Pro.
Organizzata per la prima volta nel 1924 come gara a tappe, fino al 1995 la corsa era riservata ai ciclisti dilettanti; nel 1996 fu aperta ai professionisti come prova di classe UCI 2.5, divenuta 2.4 nel 2000 e 2.3 nel 2002. Nel 2005 fu inclusa nel calendario dell'UCI Europe Tour come gara a tappe di classe 2.1. Nel 2011 prese la denominazione di "Tour de Wallonie picarde", e l'anno dopo di "Eurométropole Tour". Nel 2016 divenne corsa in linea, con la nuova denominazione "Tour de l'Eurométropole", venendo riclassificato prima in gara 1.1. e poi, dal 2017, in gara 1.HC. Non disputata nel 2020 per la pandemia di COVID-19, dal 2021 è inserito nel calendario dell'UCI ProSeries come gara di classe 1.Pro, dal 2022 di nuovo con la storica denominazione di "Circuit Franco-Belge".
Il traguardo della prova è normalmente posto a Tournai; nell'edizione 2022 è però stato spostato a La Louvière, con Tournai sede di partenza.

## Albo d'oro

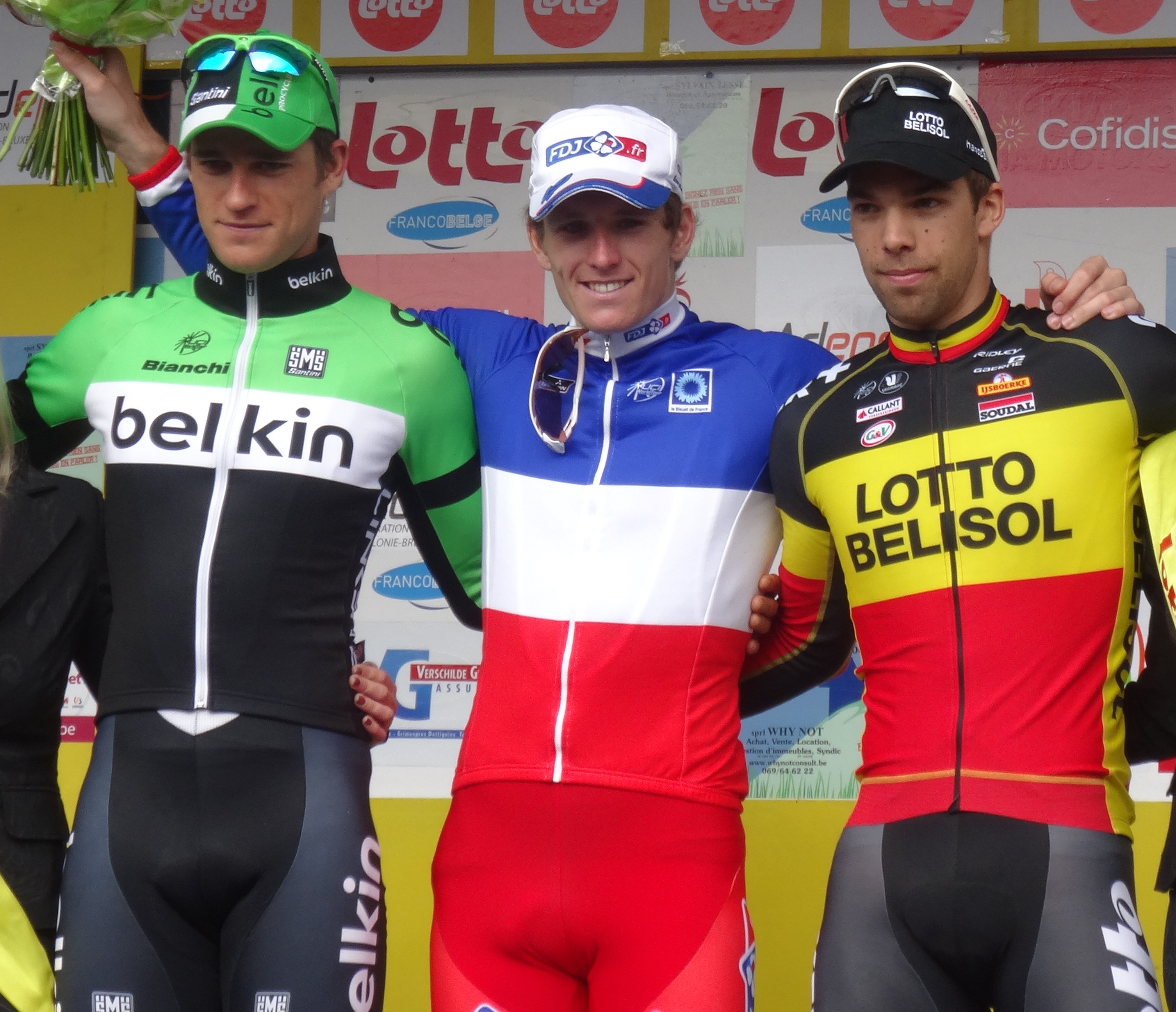
Il podio dell'edizione 2014: Theo Bos (3º), Arnaud Démare (1º) e Jens Debusschere (2º)

Aggiornato all'edizione 2025.
| Anno                     | Vincitore                             | Secondo                               | Terzo                                 |
| Circuit Franco-Belge     | Circuit Franco-Belge                  | Circuit Franco-Belge                  | Circuit Franco-Belge                  |
| ------------------------ | ------------------------------------- | ------------------------------------- | ------------------------------------- |
| 1924                     | Julien Perrain                        | G. D'Haene                            | Camille Van De Casteele               |
| 1925                     | Julien Vervaecke                      | Gaston Rebry                          | Aubert Winsingues                     |
| 1926                     | Julien Vervaecke                      | Maurice Declerck                      | Louis Vanderaspialles                 |
| 1927                     | Maurice Denamur                       | Valentin Tondeur                      | Henri Caron                           |
| 1928                     | Alfons Ghesquière                     | Rémi Decroix                          | Aubert Winsingues                     |
| 1929                     | Alfons Ghesquière                     | Félicien Vervaecke                    | Jules Pyncket                         |
| 1930                     | Henri Deudon                          | Jean Dhondt                           | Jules Pyncket                         |
| 1931                     | Maurice Van Hee                       | André Vanderdonckt                    | Leon Delobelle                        |
| 1932                     | Gustave Beckaert                      | George Waelkens                       | Albert Beckaert                       |
| 1933                     | Raymond Debruyckere                   | Albert Vandaele                       | Gérard Desmet                         |
| 1934                     | Cyriel Van Overberghe                 | J. Deschamps                          | Julien Heermaert                      |
| 1935                     | Cyriel Van Overberghe                 | Marcel Kint                           | Robert Van Eenaeme                    |
| 1936                     | Maurice Deschamps                     | A. De Keukelaere                      | Robert Van Eenaeme                    |
| 1937                     | Louis Van Daele                       | Roger Vandendriessche                 | De Maerck                             |
| 1938                     | Hector Lanssens                       | Victor Codron                         | Roger Lanssens                        |
| 1939                     | Michel Hermie                         | Julien Stadsbaeder                    | Bielewets                             |
| 1940-1954                | non disputata                         | non disputata                         | non disputata                         |
| 1955                     | Herman Decan                          | F. Castelyn                           | Roger Soenens                         |
| 1956                     | Georges Dequesne                      | Yves Delplanque                       | Raymond Denutte                       |
| 1957                     | Edward Klabiński                      | Albert Pinoy                          | Louis Bodart                          |
| 1958                     | Francois De Waegheneire               | Daniel Andries                        | Horst Tüller                          |
| 1959                     | Georges Dequesne                      | Jean-Marie Poppe                      |                                       |
| 1960                     | Willy Bocklant                        | André Durnez                          | Anton Diependale                      |
| 1961                     | Laurent Christiaens                   | Jean-Marie Poppe                      | Willy Raes                            |
| 1962                     | Roland Aper                           | Georeges Dequesne                     | René Couchez                          |
| 1963                     | Jan Nolmans                           | Raymond Reaux                         | Jan Boonen                            |
| 1964                     | Robert Duponchel                      | Jan Nolmans                           | Herman Van Loo                        |
| 1965                     | Daniel Deprez                         | Robert Matyas                         | Pierre Verberckmoes                   |
| 1966                     | René Chtiej                           | Yves Lepachelet                       | Michel Prissette                      |
| 1967                     | Bernard Delaurier                     | Michel Quinchon                       | Claude Neuts                          |
| 1968                     | André Diericx                         | Englebert Opdebeeck                   | Eddy Cael                             |
| 1969                     | Willy Van Mechelen                    |                                       |                                       |
| 1970                     | Ronny Van Marcke Ronny De Bisschop    |                                       |                                       |
| 1971                     | Louis Diercx                          | José Vanackere                        | Theo Heremans Julien Knockaert        |
| 1972                     | Willy Govaerts                        | Roger De Beukelaer                    | Johannes Hendrickx                    |
| 1973                     | Theo Dockx                            | Lieven Mlafait                        | Roger De Beukelaer                    |
| 1974                     | Serge Vandaele                        | Marc Steels                           | Karel Sels                            |
| 1975                     | David Wells                           | Étienne De Beule                      | Pol Verschuere                        |
| 1976                     | Gery Verlinden                        | Jimmy Kruunenberg                     | Luc Capelle                           |
| 1977                     | Johan Huyghe                          | Ronan Onghena                         | Bernard Depuydt                       |
| 1978                     | Jean-Pierre Vrancken                  | Dirk Vermeersch                       | Michel Demeyre                        |
| 1979                     | Jan Bogaert                           | Jan Wijnants                          | Michel Demeyre                        |
| 1980                     | Rudy Delehouzée                       | Ronald Van Avermaert                  | Ivan Verhaegen                        |
| 1981                     | Jozef Lieckens                        | Eric Staes                            | René De Brucker                       |
| 1982                     | Rudy Dhaenens                         | Ronald Van Avermaet                   | Ivan Verhaegen                        |
| 1983                     | Benno Wiss                            | Eric Staes                            | René De Brucker                       |
| 1984                     | Benno Wiss                            | Jos Haex                              | Allan Peiper                          |
| 1985                     | Guido Winterberg                      | Søren Liholt                          | Detlef Macha                          |
| 1986                     | Othmar Häfliger                       | Dan Radtke                            | Jens Heppner                          |
| 1987                     | Luc Govaerts                          | Huub De Vries                         | Rudy De Vijlder                       |
| 1988                     | Nico Roose                            | Ronny Thomas                          | Yves Cossemijns                       |
| 1989                     | Vjačeslav Ekimov                      | Dmitri Zhdanov                        | Daniel Van Steenbergen                |
| 1990                     | Uwe Preissler                         | Stephen McGlede                       | Johan van den Dries                   |
| 1991                     | John Hughes                           | Laurent Desbiens                      | David Spears                          |
| 1992                     | Erwin Thijs                           | Vladimir Mouravski                    | Leif Tore Eriksen                     |
| 1993                     | Sven Teutenberg                       | Dainis Ozols                          | Mika Hietanen                         |
| 1994                     | Dainis Ozols                          | Arvis Piziks                          | Steve Rover                           |
| 1995                     | Romāns Vainšteins                     | Tadeusz Rizi                          | Mychajlo Chalilov                     |
| 1996                     | Koos Moerenhout                       | Marc Streel                           | Frank Høj                             |
| 1997                     | Mario Aerts                           | Hans De Clercq                        | Geert Van Bondt                       |
| 1998                     | Frank Høj                             | Koen Beeckman                         | Grzegorz Gwiazdowski                  |
| 1999                     | Tayeb Braikia                         | Bert Roesems                          | Andreas Klier                         |
| 2000                     | Daniele Nardello                      | Thierry Marichal                      | Sylvain Chavanel                      |
| 2001                     | Chris Peers                           | Jacky Durand                          | Remco van der Ven                     |
| 2002                     | Robbie McEwen                         | Tom Boonen                            | Christoph Von Kleinsorgen             |
| 2003                     | Gerben Löwik                          | Nico Mattan                           | Dave Bruylandts                       |
| 2004                     | Jimmy Casper                          | Steven de Jongh                       | Nico Mattan                           |
| 2005                     | Marco Zanotti                         | Jimmy Casper                          | Sébastien Hinault                     |
| 2006                     | Gert Steegmans                        | Danilo Hondo                          | Olivier Kaisen                        |
| 2007                     | Kevin Van Impe                        | Mark Cavendish                        | Philippe Gilbert                      |
| 2008                     | Juan Antonio Flecha                   | Sébastien Rosseler                    | Jürgen Roelandts                      |
| 2009                     | Tyler Farrar                          | Tom Boonen                            | Roger Hammond                         |
| 2010                     | Adam Blythe                           | Sep Vanmarcke                         | Jakob Fuglsang                        |
| Tour de Wallonie picarde |                                       |                                       |                                       |
| 2011                     | Robbie McEwen                         | Tom Veelers                           | Chris Sutton                          |
| Eurométropole Tour       |                                       |                                       |                                       |
| 2012                     | Jürgen Roelandts                      | Juan Antonio Flecha                   | Maarten Wynants                       |
| 2013                     | Jens Debusschere                      | John Degenkolb                        | Tyler Farrar                          |
| 2014                     | Arnaud Démare                         | Jens Debusschere                      | Theo Bos                              |
| 2015                     | Alexis Gougeard                       | Martijn Keizer                        | Jürgen Roelandts                      |
| Tour de l'Eurométropole  |                                       |                                       |                                       |
| 2016                     | Dylan Groenewegen                     | Oliver Naesen                         | Tom Boonen                            |
| 2017                     | Daniel McLay                          | Kenny Dehaes                          | Anthony Turgis                        |
| 2018                     | Mads Pedersen                         | Jempy Drucker                         | Oliver Naesen                         |
| 2019                     | Piet Allegaert                        | Florian Sénéchal                      | Jasper Stuyven                        |
| 2020                     | annullata per la Pandemia di COVID-19 | annullata per la Pandemia di COVID-19 | annullata per la Pandemia di COVID-19 |
| 2021                     | Fabio Jakobsen                        | Jordi Meeus                           | Mads Pedrsen                          |
| Circuit Franco-Belge     |                                       |                                       |                                       |
| 2022                     | Alexander Kristoff                    | Dries Van Gestel                      | Victor Campenaerts                    |
| 2023                     | Arnaud De Lie                         | Rasmus Tiller                         | Corbin Strong                         |
| 2024                     | Biniam Girmay                         | Axel Zingle                           | Marc Hirschi                          |
| 2025                     | Jonas Abrahamsen                      | Corbin Strong                         | Eduard Prades                         |